# ۹۳ (قمری)
۹۳ (قمری)، نود و سومین سال در گاهشماری هجری قمری است. اول محرم این سال برابر با بیست و سوم اکتبر سال ۷۱۱ میلادی است.

## وابسته
- خوارزم